# Ляльшурське сільське поселення
Ляльшу́рське сільське поселення (рос. Ляльшурское сельское оселение) — муніципальне утворення у складі Шарканського району Удмуртії, Росія. Адміністративний центр — присілок Ляльшур.

## Територія
Місцевість представлена погорбованою рівниною, розчленовану густою мережею дрібних річок, струмків та ярами. Найбільшими річками є Ляльшурка та Шег'янка. Ставки займають площу 15 га.

## Населення
Населення — 909 осіб (2015; 880 в 2012, 887 в 2010).

## Склад
До складу поселення входять такі населені пункти:
| Населений пункт       | Населення, осіб (2010) | Населення, осіб (2012) |
| --------------------- | ---------------------- | ---------------------- |
| Арланово, присілок    | 47                     | 44                     |
| Ляльшур, присілок     | 398                    | 394                    |
| Пашур-Вішур, присілок | 420                    | 419                    |
| Шляпіно, присілок     | 22                     | 23                     |

## Господарство
Соціальна сфера представлена школою, садочком та початковою школою-садочком, 2 фельдшерсько-акушерським пунктом.
У сільському господарстві задіяне найбільше сільськогосподарське підприємство району «Ошмес». Працюють 12 приватних підприємців, з яких 5 зайняті у торгівлі.
Територією поселення проходять 5,5 км газопроводу та 2,5 км нафтопроводу.